# Makoto Tomioka
Makoto Tomioka (富岡 誠, 1er janvier 1897 - 15 octobre 1926) est un auteur et anarchiste japonais, également connu sous le nom Tetsu Nakahama. Membre de l'anarchiste « Société Guillotine » à l'origine de deux tentatives d'assassinat pour venger les meurtres de Sakae Ōsugi, Noe Itō et le neveu âgé de 6 ans d'Osugi par les militaires, sur ordres secrets de Hirohito.
Il a été exécuté pour divers actes anti-gouvernementaux, y compris un plan visant à assassiner le prince Hirohito.

## Source de la traduction
- (en) Cet article est partiellement ou en totalité issu de l’article de Wikipédia en anglais intitulé « Tomioka Makoto » (voir la liste des auteurs).